# プログレスM-6
プログレスM-6はソビエト連邦が1991年にミール宇宙ステーションの補給のために打ち上げたプログレス補給船。ミールを訪れた64機のプログレスのうち24機目であり、型式はプログレス-M(11F615A55)型で、シリアル番号は205だった。

## 搭載貨物
ミールEO-8のクルーのための食料、水、酸素や科学実験用の装置類、ステーションの軌道補正やマニューバ実施のための燃料などが積まれていた。

## 運用
プログレスM-6は1991年1月14日14時50分27秒(GMT)にバイコヌール宇宙基地1/5発射台からソユーズ-U2で打ち上げられた。2日後の1月16日16時35分25秒(GMT)にミールのクバント1モジュールAftポートにドッキングした。
58日間のドッキング中、ミールは358kmから388kmの高度、51.6度の傾斜角の軌道を飛行した。プログレスM-6は同年3月15日12時46分41秒(GMT)にミールとのドッキングを解除し、同日の17時14分0秒ごろ軌道を離脱した。18時7分26秒ごろ太平洋上で大気圏再突入を行い燃焼された。

## 註
1. 1 2 3 4  McDowell, Jonathan. “Satellite Catalog”.   Jonathan's Space Page. 2009年8月27日閲覧。
2. ↑  “Progress M-6”. NSSDC Master Catalog.   US National Space Science Data Center. 2009年8月27日閲覧。
3. ↑  Krebs, Gunter. “Progress-M 1 - 13, 15 - 37, 39 - 67 (11F615A55, 7KTGM)”.   Gunter's Space Page. 2009年8月27日閲覧。
4. 1 2  McDowell, Jonathan. “Launch Log”.   Jonathan's Space Page. 2009年8月27日閲覧。
5. 1 2 3  Anikeev, Alexander. “Cargo spacecraft "Progress M-6"”.   Manned Astronautics - Figures & Facts. 2007年10月9日時点のオリジナルよりアーカイブ。2009年8月27日閲覧。
6. ↑  Wade, Mark. “Progress M”.   Encyclopedia Astronautica. 2009年8月3日時点のオリジナルよりアーカイブ。2009年8月27日閲覧。